# Mustvee
Mustvee es un pueblo y municipio de Estonia. Está situado junto a la costa del lago Peipus, en el Condado de Jõgeva. Cuenta con una población aproximada de 1 350 habitantes, de los que se estima que la mitad son estonios y la otra mitad rusos.
El nombre del municipio está documentado por primera vez conocida en 1343, en la época del reinado de la Orden Livona. Se convirtió en un refugio para los viejos creyentes rusos después de que el gobierno de Rusia los ilegalizara en 1658. Mustvee ha celebrado ferias durante los últimos dos siglos. 
Debido a su situación en la zona más amplia del lago, este pueblo de tradición pesquera está aumentando su popularidad como destino turístico.

## Clima
| Parámetros climáticos promedio de Tiirikoja, Mustvee (1991-2020) | Parámetros climáticos promedio de Tiirikoja, Mustvee (1991-2020) | Parámetros climáticos promedio de Tiirikoja, Mustvee (1991-2020) | Parámetros climáticos promedio de Tiirikoja, Mustvee (1991-2020) | Parámetros climáticos promedio de Tiirikoja, Mustvee (1991-2020) | Parámetros climáticos promedio de Tiirikoja, Mustvee (1991-2020) | Parámetros climáticos promedio de Tiirikoja, Mustvee (1991-2020) | Parámetros climáticos promedio de Tiirikoja, Mustvee (1991-2020) | Parámetros climáticos promedio de Tiirikoja, Mustvee (1991-2020) | Parámetros climáticos promedio de Tiirikoja, Mustvee (1991-2020) | Parámetros climáticos promedio de Tiirikoja, Mustvee (1991-2020) | Parámetros climáticos promedio de Tiirikoja, Mustvee (1991-2020) | Parámetros climáticos promedio de Tiirikoja, Mustvee (1991-2020) | Parámetros climáticos promedio de Tiirikoja, Mustvee (1991-2020) |
| Mes                                                              | Ene.                                                             | Feb.                                                             | Mar.                                                             | Abr.                                                             | May.                                                             | Jun.                                                             | Jul.                                                             | Ago.                                                             | Sep.                                                             | Oct.                                                             | Nov.                                                             | Dic.                                                             | Anual                                                            |
| ---------------------------------------------------------------- | ---------------------------------------------------------------- | ---------------------------------------------------------------- | ---------------------------------------------------------------- | ---------------------------------------------------------------- | ---------------------------------------------------------------- | ---------------------------------------------------------------- | ---------------------------------------------------------------- | ---------------------------------------------------------------- | ---------------------------------------------------------------- | ---------------------------------------------------------------- | ---------------------------------------------------------------- | ---------------------------------------------------------------- | ---------------------------------------------------------------- |
| Temp. máx. abs. (°C)                                             | 9.7                                                              | 11.9                                                             | 16.7                                                             | 26.9                                                             | 30.0                                                             | 31.5                                                             | 33.8                                                             | 30.9                                                             | 27.3                                                             | 20.4                                                             | 13.6                                                             | 11.4                                                             | 33.8                                                             |
| Temp. máx. media (°C)                                            | −1.7                                                             | −1.8                                                             | 2.6                                                              | 9.3                                                              | 16.1                                                             | 20.2                                                             | 22.8                                                             | 21.4                                                             | 16.2                                                             | 9.3                                                              | 3.4                                                              | 0.1                                                              | 9.8                                                              |
| Temp. media (°C)                                                 | −4.2                                                             | −5.0                                                             | −1.5                                                             | 4.1                                                              | 10.3                                                             | 14.9                                                             | 17.6                                                             | 16.2                                                             | 11.6                                                             | 5.9                                                              | 1.2                                                              | −2.0                                                             | 5.8                                                              |
| Temp. mín. media (°C)                                            | −7.1                                                             | −8.4                                                             | −5.2                                                             | −0.1                                                             | 4.7                                                              | 9.5                                                              | 12.3                                                             | 11.3                                                             | 7.4                                                              | 2.8                                                              | −1.1                                                             | −4.4                                                             | 1.8                                                              |
| Temp. mín. abs. (°C)                                             | −37.7                                                            | −38.1                                                            | −31.9                                                            | −23.0                                                            | −7.1                                                             | −2.8                                                             | 1.0                                                              | −0.5                                                             | −4.9                                                             | −14.0                                                            | −24.4                                                            | −39.6                                                            | −39.6                                                            |
| Precipitación total (mm)                                         | 43                                                               | 37                                                               | 32                                                               | 33                                                               | 48                                                               | 78                                                               | 68                                                               | 78                                                               | 52                                                               | 62                                                               | 54                                                               | 48                                                               | 633                                                              |
| Días de precipitaciones (≥ 1 mm)                                 | 12                                                               | 9                                                                | 9                                                                | 8                                                                | 7                                                                | 10                                                               | 10                                                               | 11                                                               | 12                                                               | 12                                                               | 13                                                               | 13                                                               | 126                                                              |
| Horas de sol                                                     | 32.8                                                             | 62.7                                                             | 139.6                                                            | 191.3                                                            | 266.3                                                            | 253.0                                                            | 276.0                                                            | 232.6                                                            | 152.0                                                            | 78.7                                                             | 30.3                                                             | 21.1                                                             | 1736.4                                                           |
| Humedad relativa (%)                                             | 89                                                               | 87                                                               | 81                                                               | 75                                                               | 72                                                               | 75                                                               | 79                                                               | 82                                                               | 84                                                               | 87                                                               | 90                                                               | 90                                                               | 82.6                                                             |
| Fuente: Servicio de meteorología e hidrografía de Estonia        |                                                                  |                                                                  |                                                                  |                                                                  |                                                                  |                                                                  |                                                                  |                                                                  |                                                                  |                                                                  |                                                                  |                                                                  |                                                                  |